# Raido Ränkel
Raido Ränkel, né le 13 janvier 1990 à Rakvere, est un fondeur
estonien, reconverti biathlète.

## Biographie
Membre du club de ski de Võru, il dispute sa première compétition internationale en 2007.
Il prend son premier départ en Coupe du monde en 2009 à Otepää.
En 2013, il participe à son premier grand championnat à l'occasion des Mondiaux de Val di Fiemme.
Il est sélectionné pour les Jeux olympiques d'hiver de 2014 à Sotchi. Aux Championnats du monde 2017 à Lahti, il enregistre son meilleur résultat individuel en mondial avec une 34e place sur le quinze kilomètres classique.
En novembre 2017, il se classe quinzième du sprint classique de Ruka, son meilleur résultat dans la Coupe du monde. Il est ensuite 31e du sprint aux Jeux olympiques d'hiver de 2018 à Pyeongchang.
En décembre 2019, il remporte un titre de champion d'Estonie de biathlon. Cet hiver, il fait ses débuts internationaux en biathlon dans l'IBU Cup. Il prend part ensuite à la Coupe du monde et à ses premiers championnats du monde dans ce sport à Antholz-Anterselva.
Il arrête sa carrière à l'issue de la saison 2023-2024 .

## Palmarès en ski de fond

### Jeux olympiques d'hiver
| Épreuve / Édition   | Sprint                           | Sprint                           | 15 km                            | 15 km                            | Skiathlon 2 × 15 km | 50 km | Relais | Relais    |
| Épreuve / Édition   | libre                            | classique                        | libre                            | classique                        | Skiathlon 2 × 15 km | 50 km | Sprint | 4 × 10 km |
| JO 2014 Sotchi      | 51e                              | Épreuve inexistante à cette date | Épreuve inexistante à cette date | 61e                              | —                   | —     | 14e    | 10e       |
| JO 2018 Pyeongchang | Épreuve inexistante à cette date | 31e                              | 59e                              | Épreuve inexistante à cette date | —                   | —     | —      | 12e       |

Légende :
- : pas d'épreuve
- — : Non disputée par le fondeur

### Championnats du monde
| Épreuve / Édition           | Sprint                           | Sprint                           | 15 km                            | 15 km                            | Skiathlon 2 × 15 km | 50 km | Relais | Relais    |
| Épreuve / Édition           | libre                            | classique                        | libre                            | classique                        | Skiathlon 2 × 15 km | 50 km | Sprint | 4 × 10 km |
| Mondiaux 2013 Val di Fiemme | Épreuve inexistante à cette date | 57e                              | —                                | Épreuve inexistante à cette date | —                   | 49e   | 17e    | —         |
| Mondiaux 2015 Falun         | Épreuve inexistante à cette date | 45e                              | —                                | Épreuve inexistante à cette date | —                   | 35e   | 14e    | 16e       |
| Mondiaux 2017 Lahti         | 46e                              | Épreuve inexistante à cette date | Épreuve inexistante à cette date | 34e                              | —                   | —     | 14e    | 13e       |
| Mondiaux 2019 Seefeld       | 53e                              | Épreuve inexistante à cette date | Épreuve inexistante à cette date | 67e                              | —                   | 49e   | 12e    | —         |

Légende :
- : pas d'épreuve
- — : n'a pas participé à l'épreuve

### Coupe du monde
- Meilleur classement général : 114e en 2018.
- Meilleur résultat individuel : 15e.

#### Classements en Coupe du monde
| Saison / Épreuve | Saison / Épreuve | Général | Général | Distance | Distance | Sprint | Sprint |
| ---------------- | ---------------- | ------- | ------- | -------- | -------- | ------ | ------ |
| Saison / Épreuve | Saison / Épreuve | Class.  | Points  | Class.   | Points   | Class. | Points |
| 2016             | 2016             | 136e    | 6       | -        | -        | 90e    | 6      |
| 2017             | 2017             | 163e    | 3       | -        | -        | 92e    | 3      |
| 2018             | 2018             | 114e    | 16      | -        | -        | 60e    | 16     |

### Championnats d'Estonie
- Champion du sprint en 2016 et 2017.
- Champion du quinze kilomètres classique en 2017.

## Palmarès en biathlon

### Jeux olympiques
| Édition / Épreuve | Individuel | Sprint | Poursuite | Mass start | Relais | Relais mixte |
| ----------------- | ---------- | ------ | --------- | ---------- | ------ | ------------ |
| Pékin 2022        | 73e        | 51e    | 47e       | —          | 15e    | —            |

Légende :
- — : non disputée par Raenkel

### Championnats du monde
| Édition / Épreuve       | Individuel | Sprint | Poursuite | Mass start | Relais | Relais mixte | Relais mixte simple |
| ----------------------- | ---------- | ------ | --------- | ---------- | ------ | ------------ | ------------------- |
| Antholz-Anterselva 2020 | —          | 95e    | –         | —          | 21e    | —            | —                   |
| Pokljuka 2021           | —          | 90e    | —         | —          | 21e    | —            | —                   |
| Oberhof 2023            | —          | 51e    | 55e       | —          | 15e    | —            | —                   |
| Nove Mesto 2024         | 78e        | 51e    | 53e       | —          | 17e    | —            | —                   |

### Coupe du monde
Il a participé régulièrement à la Coupe du monde de biathlon entre 2019 et 2024. En cinq saisons, il n'a jamais inscrit le moindre point (meilleur résultat individuel : 44e).